# Історія англійської мови
Англійська мова — одна з західногерманських мов, яка бере початок від англо-фризьких діалектів, що були принесені до Великої Британії германськими племенами та/або переселенцями з місць, які зараз належать до північно-західної Німеччини та Нідерландів. Ця мова використовувала словник, що відрізнявся від інших європейських мов того часу. Більша частина словника сучасної англійської мови походить від Англо-Нормандських мов. Англійська мова вважається мовою «для запозичення».
Середньоанглійська мова відрізнялася від староанглійської через два вторгнення, що сталися у Середньовіччі. Перше вторгнення було організовано народами, що спілкувалися скандинавськими мовами. Вони захопили та колонізували частину Великої Британії у VIII та IX столітті н. е. Друге вторгнення було здійснене норманами в XI столітті, які розмовляли старонормандською мовою, та внаслідок чого створили англійський варіант власної мови, який в результаті назвали Англо-Нормандською мовою. Новий словник, створений цією мовою, починаючи з часів середньоанглійської, мав дуже сильний вплив на більшість організацій, включаючи церкву, судову систему та владу. Європейські мови, у тому числі німецька, нідерландська, латинська та давньогрецька мови впливали на англійську в епоху Відродження.
Давньоанглійська мова спершу була різноманітною групою діалектів, які відображали різні шляхи походження англосаксонських королівств Великої Британії. Уесекський діалект староанглійської мови наразі став домінуючим. Писемність староанглійської мови, що датується 1000 роком н. е. була подібна до інших германських мов, як-от давньоверхньонімецької та давньоскандинавської в тому, що стосувалося словника та граматики. Письмова староанглійська мова відносно неясна на відміну від письмових сучасної та середньоанглійської мов. Близький контакт зі Скандинавією став причиною для багатьох граматичних спрощень та лексичних запозичень англійською мовою Англо-фризьких основ (слів). Утім, ці зміни не досягли Південно-Західної Англії до нормандського вторгнення 1066 року н. е. Там староанглійська розвинулась у повноцінну літературну мову, яка стала основою для найбільш поширеного у Лондоні у XIII столітті говору. Таким чином, в англійській мові відобразився історичний вплив Скандинавії на Велику Британію.